# La morte viene dal pianeta Aytin
La morte viene dal pianeta Aytin (Snow Devils nella edizione statunitense) è un film di fantascienza del 1967 diretto e prodotto da Antonio Margheriti sotto lo pseudonimo di Anthony M. Dawson. È stata la quarta e ultima pellicola pubblicata del cosiddetto "quartetto Gamma Uno" (dal nome della stazione spaziale usata come ambientazione), una serie di quattro film a basso costo girati contemporaneamente da Margheriti per il mercato statunitense.

## Trama
In un'epoca futura la Terra è invasa dagli abitanti di un lontano pianeta del sistema solare. Il loro aspetto è pauroso: sono infatti pelosi come degli yeti ed hanno i capelli di colore blu. Lo scopo per il quale sono scesi sulla terra è quello di eliminarne tutti gli abitanti. La difesa dei terrestri è affidata ad un pugno di coraggiosi e lo scontro perché la catastrofe non avvenga sarà duro e senza quartiere.

## Produzione
Il film fu prodotto con costi assai ridotti dalla Mercury Film International per conto della Metro Goldwyn Mayer, assieme ad altri tre (I criminali della galassia, I diafanoidi vengono da Marte e Il pianeta errante) girati contemporaneamente da Margheriti nel giro di dodici settimane, sfruttando stesse scenografie e la maggior parte del cast. Inizialmente realizzati per il mercato televisivo statunitense, con l'intento di dare vita a un nuovo genere "made in Italy" (dopo quello spaghetti western) economico, differenziandosi dai lungometraggi americani ad elevato budget. Il ciclo è rimasto noto come Quartetto Gamma Uno dal nome dell'immaginaria stazione spaziale usata come ambientazione. Per il resto, le quattro storie sono completamente diverse tra loro e i protagonisti dei primi due film cambiano nei successivi.
Tutto il cast italiano era accreditato con pseudonimi anglosassoni, per dare l'impressione che si trattasse di un film statunitense.

## Distribuzione
Negli Stati Uniti il film fu distribuito con i titoli Devil Men from Space e Snow Devils. Il titolo di lavorazione italiano era invece I diavoli dello spazio.